# Gavet de la Conca
Gavet de la Conca település Spanyolországban, Lleida tartományban. Gavet de la Conca Tremp, Isona i Conca Dellà, Llimiana, Artesa de Segre, Vilanova de Meià és Castell de Mur községekkel határos. Lakosainak száma 259 fő (2024).

## Népesség
A település népessége az utóbbi években az alábbiak szerint változott:
| Lakosok száma | 388  | 1743 | 1190 | 966  | 381  | 311  | 307  | 303  | 261  | 259  |
|               | 1717 | 1887 | 1936 | 1960 | 1986 | 2004 | 2009 | 2014 | 2019 | 2024 |